# Cultura del Cauca

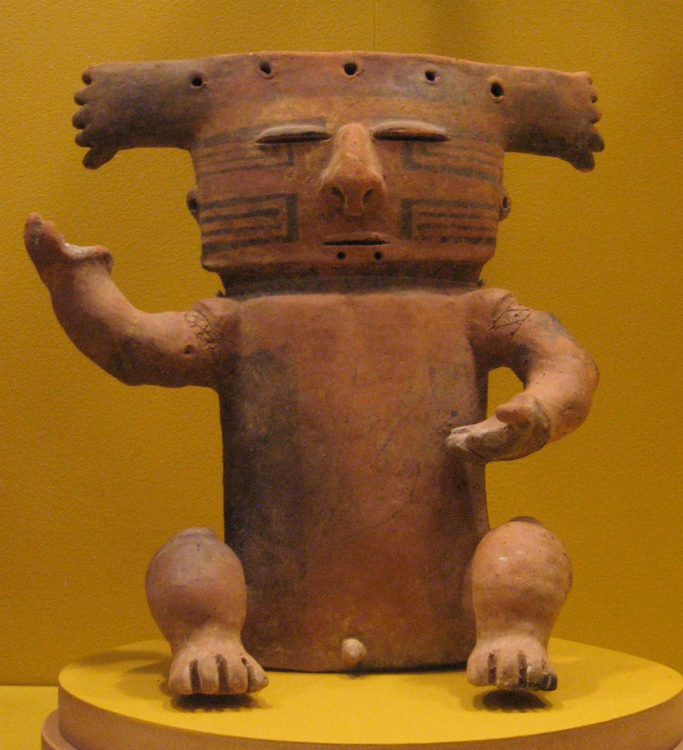
Figura masculina de la cultura del Cauca mitjà, complex de Caldas, ceràmica pintada de color negre sobre vermell, 10,75" d'alçada, LACMA

La cultura del Cauca (800-1200 CE) és una cultura precolombina de la Vall del Cauca a Colòmbia, que rep el nom del riu Cauca. La cultura del Cauca mitjà data dels segles IX al X.
El seu territori estava a prop de l'actual ciutat de Popayán, a la vall del riu Calima.

## Societat
Els arqueòlegs suposen que la cultura del Cauca es va organitzar en diversos cacicats relacionats que comercialitzaven i lluitaven entre ells. Cultivaven i fabricaven ceràmica i orfebreria.

## Obra d'art
El seu art sovint presentava imatges aviàries. L'art de la cultura del Cauca compartia algunes similituds amb l'art de la cultura Yotoco. Són conegudes per les figuretes de lloses de ceràmica, que representen a humans (tant femenins com masculins) amb trets dramàticament angulars.

## Orfebreria
Els orfebres del Cauca va martellar i van fundir or per crear una gran quantitat de figures i ornaments, inclosos diademes i polseres. Van crear caricatures a partir de l'or.